# John Craven (acteur)
Pour les articles homonymes, voir John Craven.
John Craven (né le 22 juin 1916 à New York et mort le 24 novembre 1995) est un acteur américain, le fils de l'acteur Frank Craven. Il est apparu dans presque 50 films et dans beaucoup de séries télévisées.

## Filmographie
- 1943 : Et la vie continue de Clarence Brown
- 1943 : La Dame aux cheveux blancs (Someone to Remember) de Robert Siodmak
- 1943 : Dr. Gillespie's Criminal Case de Willis Goldbeck
- 1944 : Prisonniers de Satan de Lewis Milestone
- 1944 : Meet the People de Charles Reisner
- 1946 : Le Gars épatant (Swell Guy) de Frank Tuttle
- 1956 : Le Bataillon dans la nuit d'Allan Dwan
- 1956 : Navy Wife d'Edward Bernds
- 1960 : Au nom de la loi  (TV) : saison 3 épisode 9 (Le voleur/ Criss-cross) : Zack Dawson